# Giovanni Pettine
Giovanni Pettine (* 28. Juli 1883 in Isernia; † 15. Juni 1973 ebenda) war ein italienischer Stummfilmregisseur und Produktionsleiter.

## Leben
Pettine wird zu den Pionieren des italienischen Stummfilms gezählt, den er in Mailand voranbrachte, wo er sich in den Jahren 1910 und 1911 auch mehrfach als Regisseur betätigte. Unter seinen Filmen befindet sich eine Adaption von Dantes Göttlicher Komödie mit dem Titel Il paradiso für die Produktionsfirma „Psiche“. Zwanzig Jahre später war er Produktionsleiter eines Filmes von Giulio Antamoro und inszenierte unter dem Pseudonym Gian d'Isernia (einer Hommage an seinen Geburtsort) den religiösen Film La madonna di Caravaggio, den er auch schrieb und schnitt. Sein Hauptbetätigungsfeld war der Filmverleih.
Er war mit Erminia Ferrara verheiratet, die im Februar 1926 ermordet wurde; sein Sohn Renzo war in die Vorfälle verwickelt.

## Filmografie (Auswahl)
- 1910: La contessa di Montignoso
- 1932: La madonna di Caravaggio